# Petter Northug
Petter Northug (Levanger, 6 de enero de 1986) es un deportista noruego que compitió en esquí de fondo. 
Participó en dos Juegos Olímpicos de Invierno, obteniendo cuatro medallas en Vancouver 2010, oro en 50 km y en velocidad por equipo (junto con Øystein Pettersen), plata en el relevo (junto con Martin Johnsrud Sundby, Odd-Bjørn Hjelmeset y Lars Berger) y bronce en velocidad individual, además obtuvo dos cuarto lugares en Sochi 2014, en velocidad por equipo y en la prueba de relevos.
Ganó 16 medallas en el Campeonato Mundial de Esquí Nórdico entre los años 2007 y 2015.

## Palmarés internacional
| Juegos Olímpicos   | Juegos Olímpicos          | Juegos Olímpicos  | Juegos Olímpicos     |
| Año                | Lugar                     | Medalla           | Prueba               |
| ------------------ | ------------------------- | ----------------- | -------------------- |
| 2010               | Vancouver (Canadá)        | Medalla de oro    | Velocidad por equipo |
| 2010               | Vancouver (Canadá)        | Medalla de oro    | 50 km                |
| 2010               | Vancouver (Canadá)        | Medalla de plata  | Relevo 4 × 10 km     |
| 2010               | Vancouver (Canadá)        | Medalla de bronce | Velocidad individual |
| Campeonato Mundial |                           |                   |                      |
| Año                | Lugar                     | Medalla           | Prueba               |
| 2007               | Sapporo (Japón)           | Medalla de oro    | Relevo 4 × 10 km     |
| 2009               | Liberec (República Checa) | Medalla de oro    | 30 km                |
| 2009               | Liberec (República Checa) | Medalla de oro    | 50 km                |
| 2009               | Liberec (República Checa) | Medalla de oro    | Relevo 4 × 10 km     |
| 2011               | Oslo (Noruega)            | Medalla de oro    | 30 km                |
| 2011               | Oslo (Noruega)            | Medalla de oro    | 50 km                |
| 2011               | Oslo (Noruega)            | Medalla de oro    | Relevo 4 × 10 km     |
| 2011               | Oslo (Noruega)            | Medalla de plata  | Velocidad individual |
| 2011               | Oslo (Noruega)            | Medalla de plata  | Velocidad por equipo |
| 2013               | Val di Fiemme (Italia)    | Medalla de oro    | 15 km                |
| 2013               | Val di Fiemme (Italia)    | Medalla de oro    | Relevo 4 × 10 km     |
| 2013               | Val di Fiemme (Italia)    | Medalla de plata  | Velocidad individual |
| 2015               | Falun (Suecia)            | Medalla de oro    | Velocidad individual |
| 2015               | Falun (Suecia)            | Medalla de oro    | Velocidad por equipo |
| 2015               | Falun (Suecia)            | Medalla de oro    | 50 km                |
| 2015               | Falun (Suecia)            | Medalla de oro    | Relevo 4 × 10 km     |